# Інститут дизайну (Умео)

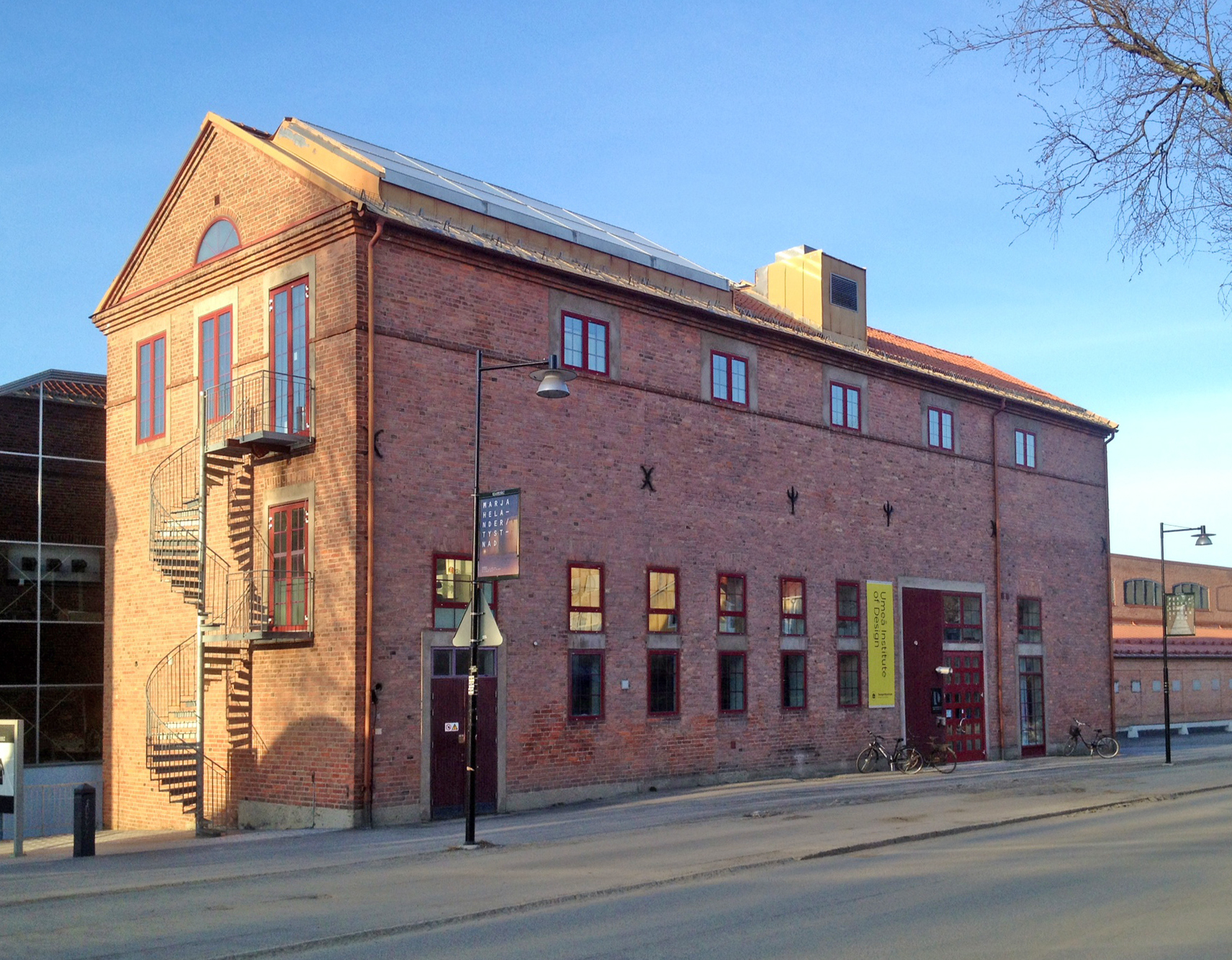

Інститут дизайну Умео , UID — інститут в Умео. UID відкритий в 1989 році, призначений і обладнаний виключно для викладання промислового дизайну, транспортного дизайну та інтерактивного дизайну. Інститут дизайну розташований між головним кампусом і центром міста Умео, як частина кампуса мистецтв.
UID є єдиною скандинавською школою, яка входила до списку BusinessWeek із 60 найкращих шкіл дизайну в світі, потрапляючи туди кожного разу, коли список складався (2006, 2007 і 2009), а також була названа одною з 18 найкращих дизайнових шкіл у світі в 2010 році. У 2011 UID був названий другим у списку кращих закладів дизайнової освіти в регіоні «Європа, Північна і Південна Америка», а в 2012 UID перемістився на перше місце..

## Освіта

### Програма бакалаврів
Інститут пропонує трирічну програму промислового зразка, яка веде до ступеня бакалавра (180 кредитів). (Тільки шведською мовою)

### Програми магістра
Є три міжнародно орієнтовані та спеціалізовані дворічні програми, що ведуть до ступеня магістра (120 кредитів). Три програми спеціального дизайну товарів, взаємодії дизайну та дизайну транспорту.

### Однорічні курси
Однорічні курси на два робочих дні пропонуються в UID англійською мовою. Промисловий дизайн 60 кредитів) відкритий для студентів з попередньою освітою в будь-якій іншій науковій області, які хочуть спеціалізуватися в галузі дизайну або підготуватися до майбутніх проектних пророблень. Дизайн підключень (60 кредитів) є спеціалізованим курсом за рівнем магістра для студентів зі ступенем в галузі промислового дизайну.

### Наукові дослідження та докторантура
Інститут також проводить прикладні дослідження та дослідно-конструкторські роботи в рамках дослідницької групи дизайну та Програми досліджень Volvo (SET). З осені 2001 Інститут дизайну запропонував докторантуру в галузі промислового дизайну. (Англійською мовою)